# Louredo (Santa Maria da Feira)
Louredo is een plaats (freguesia) in de Portugese gemeente Santa Maria da Feira en telt 1 459 inwoners (2001).